# Ralph Polson
Ralph M. Polson ( Riverside, California, 26 de octubre de 1929-6 de mayo de 2022) fue un jugador de baloncesto estadounidense que disputó una temporada en la NBA y otra más en la ABL. Con 2,00 metros de altura, lo hacía en la posición de ala-pívot.

## Trayectoria deportiva

### Universidad
Tras pasar dos años en el pequeño Community College de Riverside, jugó durante dos temporadas con los Pirates de la Universidad de Whitworth, donde promedió 17,8 puntos por partido. A pesar de jugar únicamente dos temporadas, figura en la novena posición entre los máximos anotadores de la historia de los Pirates, con 1302 puntos conseguidos.

### Profesional
Fue elegido en la quinta posición del Draft de la NBA de 1952 por New York Knicks, pero tras jugar únicamente tres partidos fue traspasado a Philadelphia Warriors. Allí terminaría la que iba a ser su única temporada en la NBA, promediando 3,9 puntos y 4,4 rebotes por partido.
Al año siguiente jugaría dos partidos con los Manchester British Americans de la ABL, en los que promedió 16,5 puntos por partido, retirándose definitivamente.

## Estadísticas de su carrera en la NBA

### Temporada regular
| Temporada | Edad | Equipo                | Liga | P  | TIT | MIN  | TC  | TCA | %TC  | 3P | 3PA | %3P | TL  | TLA | %TL  | R.OF. | R.DEF. | REB | ASIS | ROB | TAP | PER | FP  | PTS |
| 1952-53   | 23   | TOTAL                 | NBA  | 49 |     | 16.5 | 1.3 | 3.7 | .363 |    |     |     | 1.2 | 2.0 | .635 |       |        | 4.3 | 0.5  |     |     |     | 2.1 | 3.9 |
| 1952-53   | 23   | New York Knicks       | NBA  | 3  |     | 12.3 | 1.0 | 3.0 | .333 |    |     |     | 1.3 | 2.0 | .667 |       |        | 2.7 | 0.7  |     |     |     | 2.7 | 3.3 |
| 1952-53   | 23   | Philadelphia Warriors | NBA  | 46 |     | 16.8 | 1.3 | 3.7 | .365 |    |     |     | 1.2 | 2.0 | .633 |       |        | 4.4 | 0.5  |     |     |     | 2.0 | 3.9 |
| Total     |      |                       | NBA  | 49 |     | 16.5 | 1.3 | 3.7 | .363 |    |     |     | 1.2 | 2.0 | .635 |       |        | 4.3 | 0.5  |     |     |     | 2.1 | 3.9 |